# Peter Neustädter
Peter Neustädter (Kara-Balta, 16 februari 1966) is een Duitse voormalig voetballer en trainer, die in het verleden de Kazachse nationaliteit had en ook voor dat land twee interlands speelde. Hij is de vader van de Russische international Roman Neustädter. 

## Biografie
Peter werd in Kara-Balta geboren, een stad in de Kirgizische SSR van de voormalige Sovjet-Unie. Zijn vader was een Wolga-Duitser en zijn moeder een Oekraïense. 
Hij begon zijn carrière bij Kairat Alma-Ata destijds de grootste club van Kazachstan. Na twee seizoenen bij tweedeklasser Iskra Smolensk speelde hij kort voor Dnjepr Dnjepropetrovsk en Tavrija Simferopol, alvorens terug te keren naar Kairat. In 1991 ging hij voor Spartak Vladikavkaz spelen, waar hij in 1992 vicekampioen mee werd. Na het uiteenvallen van de Sovjet-Unie waren de grenzen open en ging hij voor de Bundesligaclub Karlsruher SC spelen. Na nog een passage bij Chemnitzer FC beëindigde hij zijn carrière bij FSV Mainz, dat destijds in de 2. Bundesliga speelde. 
Ondanks dat hij in Kirgizië geboren werd koos hij voor de Kazachse nationaliteit na de onafhankelijkheid van dat land en speelde in 1996 drie interlands voor dat land. Intussen woont Neustädter in Duitsland en heeft hij de Duitse nationaliteit aangenomen. 
Na zijn spelerscarrière werd hij trainer van het tweede elftal van Mainz en later ook nog hoofdtrainer van TuS Koblenz. 